# فورچونا
فورچونا (به انگلیسی: Fortuna) یک برند سیگار ایجاد شده در Francoist Spain است؛ مالک فعلی این برند امپریال توباکو است. این برند در سال ۱۹۷۴ پایه‌گذاری گردید.